# 복장포초등학교
복장포초등학교는 대한민국 경기도 가평군 가평읍 복장리 140에 있었던 공립 초등학교이다.

## 연혁
- 1936년 10월 16일 복장포공립보통학교(4년제 2학급) 개교설립인가 5월 5일
- 1938년 4월 1일 복장포공립심상소학교로 개칭
- 1941년 4월 1일 복장포공립국민학교로 개칭
- 1943년 4월 1일 6년제 연한 인가
- 1996년 3월 1일 복장포초등학교 교명 개칭
- 2002년 2월 28일 폐교, 가평초등학교로 통합